# Первая речь против Стефана о лжесвидетельстве
«Первая речь против Стефана о лжесвидетельстве» (др.-греч. κατὰ Στεφάνου Ψευδομαρτυριῶν A) — судебная речь древнегреческого оратора Демосфена, сохранившаяся в составе «демосфеновского корпуса» под номером XLV. Была произнесена в 349 или 348 году до н. э.
Речь связана с судебной тяжбой Аполлодора и Формиона (Демосфен писал речь для последнего). Некто Стефан заявил, что Аполлодор отказался разрешить вскрытие завещания Пасиона, своего отца, чтобы подтвердить таким образом законность своих претензий. Тогда Аполлодор подал против Стефана иск о лжесвидетельстве, и Демосфен написал для него речь. Судя по её тексту, Аполлодор планировал предъявить аналогичные обвинения и другим свидетелям со стороны Формиона. Стефана он требовал оштрафовать на один талант, а в случае успеха он смог бы обвинить противную сторону в преступном сговоре.
Исследователи отмечают, что позиция Аполлодора в этом деле очень слаба, но речь получилась убедительной. По-видимому, не все античные авторы были согласны с тем, что речь написана Демосфеном. В частности, враг оратора Эсхин старался его опорочить в связи с делом Формиона, но умолчал о том примечательном факте, что Демосфен сначала написал речь для одной стороны, потом — для другой. Следовательно, он не считал речи против Стефана написанными Демосфеном.
У антиковедов нет сомнений в авторстве Демосфена. Стиль речи характерен для этого оратора. Возможно, Демосфен написал эту речь, чтобы взамен получить поддержку Аполлодора (в то время члена Совета).